# Георги Чолаков (Велес)
Вижте пояснителната страница за други личности с името Георги Чолаков.
Георги (Геошо, Гьошо) Чолаков е български революционер, деец на Вътрешната македонска революционна организация.

## Биография
Роден е във Велес, който тогава е в Османската империя. Завършва прогимназия в родния си град. Влиза във ВМРО и след 1920 година е войвода във Велешко.